# Alberto de Villegas
Alberto de Villegas Pérez (La Paz, 1897-Cucurenda, Gran Chaco, 1934) fue un escritor y diplomático boliviano. Su estilo y los géneros literarios con los que se vincula, así como sus lecturas y sus círculos sociales, lo articulan al Modernismo tardío, al Dandismo y al Decadentismo. Se desenvolvió, de manera autodidáctica, en la arqueología y el indianismo, junto con, entre otras figuras Arturo Posnansky. 

## Biografía

### Primeros años y estudios universitarios
Nació el 5 de octubre de 1897. Sus padres fueron Carlos de Villegas, destacado político y fundador del Hogar de Villegas, y Claudia Pérez López. Se conoce poco de la infancia del escritor. Por un texto del escritor paceño Gustavo Adolfo Otero, fechado el 20 de diciembre de 1934 en Barcelona y publicado en el libro Alberto de Villegas. La Paz-1897 – Gran Chaco-1934 –editado por la madre en 1936–, se conocen algunos datos: De Villegas y Otero se conocieron desde muy niños, cuando los encargaban al cuidado de una nana, Doña Cipriana. De Villegas asistió al Colegio de los Jesuitas, hoy Colegio San Calixto. Ambos escritores fueron amigos de adolescencia y juventud también con Julio Téllez Reyes, Rafael Ballivián, José Manuel del Carpio y Eliodoro Camacho (Otero, 1936: 67). Este último –nieto de Eliodoro Camacho, héroe de la Guerra del Pacífico, con el que comparte el mismo nombre– es el compositor del “Preludio a Sombras de mujeres” con el que abre el último libro publicado en vida por De Villegas, Sombras de mujeres (La Paz, 1929). 
En 1914 ingresó a la Universidad Mayor de San Andrés. Sus primeras publicaciones fueron en El Comercio de Bolivia, “cuando todavía cursaba una carrera universitaria”, según un artículo de El Diario, el 13 de noviembre de 1934. En 1917 se titula en la carrera de derecho de la Universidad Mayor de San Andrés, con una tesis sobre el concepto de la guerra en el derecho internacional entre las naciones.

### Vida diplomática
En 1920 comienza su carrera diplomática. Es nombrado segundo secretario ad-honorem de la legación boliviana ante la Santa Sede, establecida en París. El documento de designación, firmado por el entonces presidente José Gutiérrez Guerra el 13 de mayo de 1920, se encuentra resguardado en el Archivo Histórico de La Paz, junto con otros variados documentos que constituyen el fondo de archivo desde el que gran parte de la obra de este autor ha sido reeditada en los últimos años.
En 1921 es designado adscrito a la legación diplomática boliviana en Francia. Ese mismo año, el escritor fue Delegado de Bolivia ante la Comisión interaliada de Reparaciones en París, el 21 de abril.
Hasta 1922 vivió en París. Hacia noviembre, retornó a Bolivia. Ejerció, entre 1922 y 1925, varios cargos en la Cancillería de Bolivia: en 1922 fue segundo secretario adscrito al Ministerio de Relaciones Exteriores y Oficial Primero interino de la Sección de Propaganda y Culto. En 1923 fue Jefe de la Sección Diplomática. Es Director a. i. de Protocolo en 1923 y es designado titular en este cargo en 1925. 
El 15 de febrero de 1924 la Legación de Francia en Bolivia le otorga la Condecoración de Caballero de la Orden Nacional de la Legión de Honor. Diploma e insignia son entregados, a sugerencia de André Tinayre, exministro residente de Francia en Bolivia, “recompensando de este modo su dedicación y sus servicios a la causa de nuestra querida nación”. El documento que certifica esta condecoración es parte de los fondos del autor en el Archivo Histórico de La Paz. 
En 1926 comenzó su labor como Secretario de la legación boliviana en Bélgica, con sede en Bruselas. Poco tiempo después de su llegada a Europa, su esposa, Sofía Flores, da a luz a una niña. Muere en el parto en París, a causa de una hemorragia. La niña la sobrevive unos pocos meses.
Permanece en el cargo de secretario de legación en Bruselas hasta 1927. En estos años era embajador Adolfo Ballivián, expresidente de Bolivia. El 25 de octubre, el Ministerio de Relaciones Exteriores de Bélgica le confiere la condecoración de Oficial de la Orden de Leopoldo. El documento que refiere la entrega de la insignia está resguardado en el Archivo Histórico de La Paz. 
El 7 de diciembre de 1927 muere su padre, Carlos de Villegas. Por esta razón, a fines de ese año o principios de 1928, retornó a Bolivia y entró a la directiva del Hogar presidido por su padre, para aplacar las desavenencias entre el administrador designado y las hermanas de Santa Ana, a cargo de los niños asilados. 

### Obra literaria
Comenzó a publicar artículos en prensa en 1914. 
Sin embargo, los primeros artículos recopilados están fechados en 1921. Son de este año los textos “La ciudad de la montaña fecunda”, fechado en París, y “La nostalgia del inca Garcilaso de la Vega”, publicado en La Nación de La Paz, en julio. Ambos artículos, así como los que en adelante se citan, fueron reeditados en el libro Alberto de Villegas. Estudios y antología (2013), del grupo de investigación Prosa boliviana, de la Universidad Mayor de San Andrés.
En 1922, cuando vivía en París, publicó “L’ame de la race. Triptique bolivien” en La Revue de l’Amerique Latine. Una traducción del segmento “El Palacio Quemado” de este escrito se publicó en Bolivia posteriormente. 
Publicó su primer libro, La campana de plata. Interpretación mística de Potosí en 1925. Este libro fue reeditado por el Banco Central de Bolivia en 1989. 
Durante su estancia en Bélgica, en 1926 y 1927, escribió varias crónicas: “El alma múltiple y eterna de Bélgica”, “Paisajes de Flandes. La torre que canta” (especial para El Diario), “Paisajes de Flandes. Pintores modernos de Bélgica” y “Una tarde en Beloil. La sombra amable de Carlos José de Ligne, príncipe de la Europa francesa”, dedicado a Adolfo Ballivián, “inolvidable Ministro y amigo”. Por otra parte, la crónica “Gómez Carrillo y Raquel Meller. Recuerdos íntimos” es publicada el 3 de abril de este año en El Diario. Puede ser también de este año “‘La China es un país encantador’. 15 minutos con Pierre Daye antes de la publicación de su primer libro”, para El Diario. 
En 1928, viviendo en La Paz nuevamente, publicó Memorias del Mala-Bar. Por la reedición de 1983 de Antonio Paredes Candia, se sabe que el pie de imprenta de esta primera edición refiere que se publicaron cincuenta ejemplares, numerados “de A a E para el uso del autor, de I a XXV destinadas a las amigas del Mala-Bar, de 1 a 20 para los suscriptores”. Ese año también el historiador Alberto Crespo publicó una edición mecanografiada del texto. 
En 1929 publicó su tercer libro, Sombras de mujeres, con ilustraciones de David Crespo Gastelú y una partitura compuesta por Eliodoro Camacho, nieto del político liberal paceño del mismo nombre.  

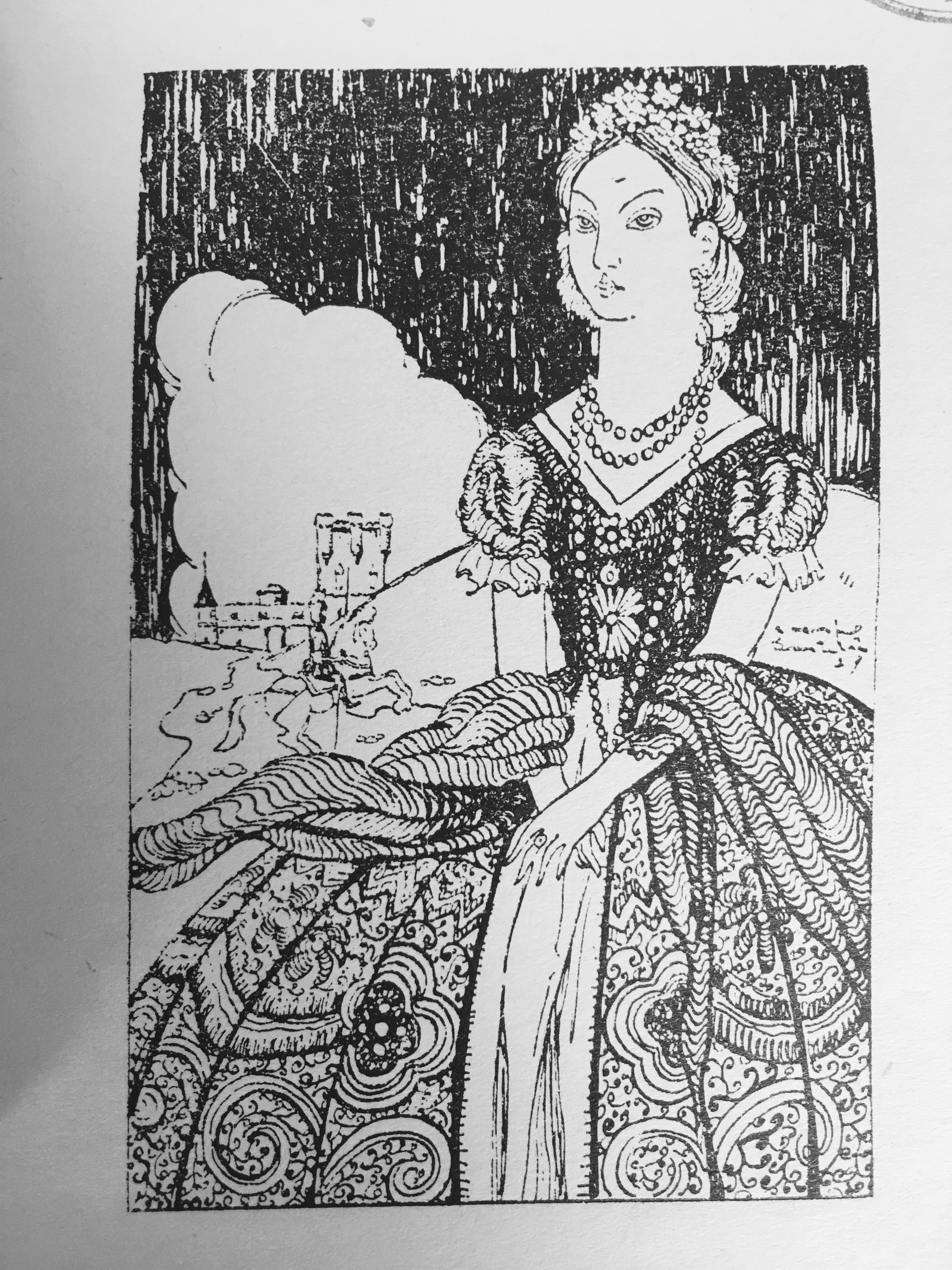
Emperatriz Carlota de México, retratada por David Crespo Gastelú en Sombras de mujeres, de Alberto de Villegas.

Memorias del Mala-Bar (1928) y Sombras de mujeres (1929) son libros adscritos directamente al Modernismo, firmados por un personaje, Alberto de Villegas, considerado un dandy en la época. Emparentados no solo temática sino discursivamente, ambos textos presentan a un narrador croniqueur que toma el pulso al agitado inicio del siglo XX en la cultura occidental y, particularmente, francesa, enfocando su mirada en mujeres de increíble seducción. Emergiendo como sombras, las protagonistas de Sombras de mujeres marcan el paso de una experiencia particular en la contemplación de la modernidad: aquella que zigzaguea entre códigos e ideales antes perfectamente encarnados por ellas, ahora costurados a los bordes de otros que, aunque menos ceñidos que el corsé, regulan los mismos cuerpos. “Cuando se trata de mujeres, lo absoluto es peligroso y sobre todo absurdo –decíame sonriendo mi amigo Delval”. 
Su obra permaneció en el olvido durante muchas décadas, debido a que no se ajusta a los grandes temas que el Estado o la crítica literaria se encargaron de privilegiar durante el siglo XX.

### Libros
La campana de plata. Interpretación mística de Potosí (1925).
Memorias del Mala-Bar (1928).
Sombras de mujeres (1929).
Gualamba (1936).